# Löhne (stacja kolejowa)
Löhne – stacja kolejowa w Löhne, w kraju związkowym Nadrenia Północna-Westfalia, w Niemczech. Znajdują się tu 4 perony.